# أحمد سعد (لاعب كرة قدم بحريني)
أحمد سعد (مواليد 8 يوليو 1987 في البحرين) هو لاعب كرة قدم بحريني يجيد اللعب في مركز المهاجم. يلعب حاليا لصالح البسيتين الذي ينافس في دوري الدرجة الثانية البحريني منذ 2015.